# Synegia neglecta
Synegia neglecta là một loài bướm đêm trong họ Geometridae.